# Mai 1996

## Événements
- Le Dow Jones à 5800.

- 5 mai : 
  - Grand Prix automobile de Saint-Marin.
  - Espagne : José María Aznar (parti populaire), chef du gouvernement en Espagne.

- 8 mai : signature de la nouvelle Constitution sud-africaine tournant définitivement la page de l'apartheid.

- 12 mai : constitution du Niger[1].

- 19 mai, Formule 1 : Olivier Panis remporte le Grand Prix de Monaco de Formule 1 au volant d'une Ligier.

- 21 mai : 
  - le naufrage d'un ferry sur le lac Victoria, face à la Tanzanie, fait quelque 500 victimes.
  - Algérie :  le GIA annonce l'exécution des sept moines trappistes du monastère de Tibéhirine. Leurs têtes coupées seront retrouvées dix jours plus tard.

- 29 mai : victoire du Likoud lors des élections à la Knesset. Son chef Benyamin Netanyahou est le nouveau Premier ministre, en remplacement du travailliste Shimon Peres. Il critique l’action de ses prédécesseurs travaillistes et met l’accent sur la sécurité d’Israël ; il donne le feu vert à l’extension des colonies juives en Cisjordanie et pose des conditions telles que les discussions sur l’avenir de l’autonomie de la Palestine sont bloquées.

## Naissances en mai 1996
- 2 mai : 
  - Thembi Kgatlana, footballeuse sud-africaine.
  - Tayc, auteur-compositeur-interprète franco-camerounais.
- 3 mai : Jack Rebours, coureur cycliste britannique.
- 4 mai : Mats Valk, speedcubeur.
- 5 mai : Adèle Milloz, championne de ski alpinisme française († 12 août 2022).
- 7 mai : 
  - Ingrid de Oliveira, plongeuse brésilienne.
  - Lee Sang-hyeok, plus connu par son pseudonyme Faker, joueur professionnel sud-coréen de League of Legends, quintuple champion du monde.
- 9 mai : Caroline Costa, chanteuse française.
- 14 mai : Martijn Garritsen, plus connu par son nom de scène Martin Garrix, disc jockey néerlandais
- 15 mai : 
  - Birdy, chanteuse et musicienne britannique.
  - AlexVerdugo, joueur mexicano-américain de baseball.
- 23 mai :
  - Katharina Althaus, sauteuse à ski allemande.
  - Lyubomira Kazanova, gymnaste rythmique bulgare.
  - Maddison Keeney, plongeuse australienne.
  - Audrey Njepang, judokate camerounaise.
- 31 mai : Normani Kordei, chanteuse américaine.

## Décès en mai 1996
- 6 mai : Léon-Joseph Suenens, cardinal belge, archevêque de Malines-Bruxelles (° 16 juillet 1904).
- 8 mai : Luis Miguel González Lucas dit « Luis Miguel Dominguín », matador (° 9 novembre 1926).
- 20 mai : Jon Pertwee, acteur (° 7 juillet 1919).
- 30 mai : Léon-Etienne Duval, cardinal français, archevêque d'Alger (° 9 novembre 1903).
- 31 mai : Timothy Leary, auteur américain, psychologue, militant pour les drogues (° 22 octobre 1920).